# 도메니코 피오라반티
도메니코 피오라반티(이탈리아어: Domenico Fioravanti, 1977년 5월 31일 ~ )는 이탈리아의 전직 수영 선수로 2000년 시드니 하계 올림픽에서 2개의 금메달을 획득했다.

## 경력
도메니코 피오라반티는 피에몬테주 노바라에서 태어났다. 그는 9세때 수영을 시작했고, 1년후 수영 선수였던 그의 형 마시밀리아노에게 힘입어서 매일 훈련을 시작했다. 그는 1995년에 자신의 첫 유럽 선수권 대회에 출전했다. 그는 1999년 유럽 선수권 대회 100m 평영에서 우승했다.
피오라반티는 2000년 시드니 올림픽때 100m와 200m 평영에서 모두 우승했고, 올림픽에서 금메달을 획득한 최초의 이탈리아 수영 선수가 되었다. 그는 2000년 유럽 선수권 대회 100m 평영에서 금메달을 획득했다. 그는 2001년 세계 선수권 대회 100m 평영에서 은메달을 땄고 50m 평영에서 동메달을 땄다. 그는 2004년에 유전적인 심장 이상으로 은퇴했다.